# Ханбах
Ханбах (њем. Hahnbach) град је у њемачкој савезној држави Баварска. Једно је од 27 општинских средишта округа Амберг-Зулцбах. Према процјени из 2010. у граду је живјело 5.047 становника. Посједује регионалну шифру (AGS) 9371126.

## Географски и демографски подаци
Ханбах се налази у савезној држави Баварска у округу Амберг-Зулцбах. Град се налази на надморској висини од 385 – 572 метра. Површина општине износи 67,3 km². У самом граду је, према процјени из 2010. године, живјело 5.047 становника. Просјечна густина становништва износи 75 становника/km².